# Basement Jaxx
Basement Jaxx er en engelsk duo med udgangspunkt i house-musik dannet i 1994 af Felix Buxton (dj og producer) og Simon Ratcliffe (dj, producer og guitarist).

## Historie
Buxton og Ratcliffe begyndte deres samarbejde som arrangører af illegale house-fester i London-bydelen Brixton, men det musikalske makkerskab udviklede sig hurtigt til også at foregå i Ratcliffes hjemmestudie. Duoen debuterede i 1994 med EP1, som de udsendte på deres eget pladeselskab, Atlantic Jaxx. Med inspiration fra hiphop, disco, latin, jungle og funk udviklede Basement Jaxx i løbet af de næste par år deres helt egen afart af house-musik. Duoens produktioner blev testet på et støt voksende publikum til duoens klubarrangementer i Brixton – og derefter udgivet på en række EP'er.
På en solid platform af undergrunds-succes udsendte Basement Jaxx i 1999 debutalbummet Remedy.
Basement Jaxx har optrådt på Roskilde Festival i 1999, 2001 og 2004.

## Diskografi
| - Remedy (10. maj 1999) - Rooty (25. juni 2001) - Kish Kash (20. oktober 2003) - Crazy Itch Radio (4. september 2006) - Scars (oktober 2009) - Zephyr (07. december 2009) - Junto (25. august 2014) - Atlantic Jaxx Recordings: A Compilation (10. november 1997) - Jaxx Unreleased (2. februar 2000) - Xxtra Cutz (19. december 2001) - Basement Jaxx: The Singles (21. marts 2005) - Atlantic Jaxx Recordings: A Compilation Vol. 2 (27. februar 2006) | - "EP 1"" (1995) - "EP 2" (1995) - "Summer Daze EP" (1995) - "EP 3" (1996) - "Sleazycheeks EP" (1996) - "Urban Haze" (1997) - "Span Thang EP" (2001) - "Junction EP" (2002) - "Unreleased Mixes" (2005) - Basement Jaxx: The Videos (2005) |